# Rhynchospiza strigiceps
Rhynchospiza strigiceps là một loài chim trong họ Emberizidae.